# Астероїд типу L
Спектральний клас L — це порівняно рідкісний клас астероїдів з сильно червонуватим спектром на довжині хвилі від 0,75 мкм, але без чітко виражених ліній поглинання. У порівнянні з класом K, астероїди даного класу мають більш червоний спектр у видимому і інфрачервоному діапазоні довжин хвиль.
У класифікації Толена астероїди цього класу були віднесені до класу S з нейтральним спектром, тому клас L офіційно представлений тільки в класифікації SMASS. Незвичайними спектрами класу L володіють астероїди:
- (387) Аквітанія
- (980) Анакостія

## Астероїд подкласу Ld
Цей підклас в класифікації SMASS схожий за характеристиками до класу L і теж має рівний спектр без чітких ліній поглинання, але на більш довгих хвилях, ніж 0,75 мкм, але ще більш червоний, що ріднить його з класом D. Прикладом може служити астероїд ( 728) Леонісіда, але він також класифікується і як клас A.